# Joey Polewarczyk, Jr.
Joey Polewarczyk, Jr. est un pilote automobile de stock-car né le 31 mai 1989 à Hudson, New Hampshire aux États-Unis. Il est parfois présenté sous le diminutif 'Joey Pole'.
Après des débuts prometteurs en 1998 à l'âge de neuf ans dans des mini-voitures de course telles les Quarter Midget, il est nommé recrue de l'année en 2001 de la région nord-est de la Miniature Motorsports Racing Association (MMRA). En 2002, il est sacré champion régional grâce à 30 victoires en 31 courses! Il est à nouveau sacré champion en 2003.
En 2004, il fait ses débuts en Late Model à la piste Lee USA Speedway au New Hampshire. Le 14 août de la même année, il devient le plus jeune pilote à prendre le départ d'une course de l'ACT Tour à la piste Seekonk Speedway au Massachusetts, à l'âge de 15 ans seulement!
En 2005, il prend part à cinq courses de l'ACT Tour et devient un régulier de la série dès la saison suivante en 2006. Il signe sa première victoire à Seekonk Speedway en 2007. Il en ajoute sept autres au cours des quatre saisons suivantes. Après avoir été vice-champion en 2013, il est champion de l'ACT Tour en 2014. À la conclusion de la saison 2014, il totalise treize victoires, 49 top 5 et 66 top 10 en 109 départs.
Il compte aussi 19 départs en série PASS North, récoltant cinq top 5 et huit top 10.
Champion de l'ACT Speedweek Cup à New Smyrna Speedway en Floride en février 2011.
Il remporte sa victoire la plus prestigieuse, l'Oxford 250 en juillet 2012.
Sept départs en NASCAR K & N Pro Series East entre 2008 et 2011. Son meilleur résultat fut une sixième place au New Hampshire International Speedway en 2008.
Vainqueur de l'ACT Invitational at New Hampshire International Speedway en 2010 et de l'ACT International 500 à Airborne Park Speedway en 2013.
Deux victoires dans la Granite State Pro Stock Series à ses deux premiers départs dans cette série en 2013 et 2014.